# Charles Gwathmey
Charles Gwathmey (19. června 1938 Charlotte, Severní Karolína – 3. srpna 2009 New York) byl americký architekt, jeden z členů New York Five.

## Život a kariéra
Studia dokončil roku 1962 na Yale School of Architecture. Navrhl obydlí pro mnoho známých newyorských osobností, mezi nejvýznamnější počiny patří renovace budovy pro Guggenheimovo muzeum v New Yorku. Zabýval se i pedagogickou činností na několika fakultách architektury známých amerických univerzit.
Byl dvakrát ženatý a měl jednu dceru. Zemřel na rakovinu jícnu.